# Johannes von Tepl
Johannes von Tepl (sinonímia:Johannes von Saaz; em tcheco:Jan ze Žatce; Johannes von Schüttwa) (* Schüttwa, Boêmia, c1350 - Praga, 1415), foi humanista, erudito e poeta tcheco.  Sua obra mais importante se chama O Lavrador da Boêmia (Der Ackermann aus Böhmen), publicada por volta de 1470.

## Biografia
Johannes von Saaz foi poeta e escritor boêmio e um dos primeiros humanistas de expressão alemã.
Pouco se sabe sobre ele, exceto que provavelmente estudou em Praga, Bolonha e Pádua.  Em 1383 adquiriu a condição de procurador de Žatec (Saaz), e em 1386 se tornou reitor da Escola Latina dessa cidade.  A partir de 1411 viveu em Praga.  Passou quase toda a sua vida no reino da Boêmia durante o reinado de Carlos IV e de Venceslau de Luxemburgo.
Johannes von Tepl notabilizou-se devido ao seu poema humanístico Der Ackermann aus Böhmen (O Lavrador da Boêmia), que também em outras versões se chamou Der Ackermann und der Tod (O Lavrador e a Morte), escrito em 1401 e impresso pela primeira vez em 1460.  É um diálogo da morte com um agricultor, cuja esposa Margaretha faleceu recentemente.  Os temas centrais do livro são suas visões opostas sobre a vida, o gênero humano e a moralidade.  Na história da Boêmia, o agricultor é um símbolo importante e muito usado pelos reis daquela época.  Por exemplo, Přemysl, o lendário fundador da dinastia dos regentes boêmios, foi inicialmente um lenhador e camponês.  Este poema foi considerado um dos mais importantes da Baixa Idade Média.

## Obras
- Der Ackerman (O Lavrador, 1401)
- 10 Verse im St.-Hieronymus-Offizium (1404)
- Der Ackermann und der Tod (O Lavrador e a Morte). Facsimile-Ausg. d. 1. Druckes. Insel-Verl., Leipzig 1919. Edição digitalizada pela Biblioteca do Estado e da Universidade de Düsseldorf.